# Union Station (Los Angeles)
Los Angeles Union Station – największa i główna stacja kolejowa w Los Angeles. Jest jednym z największych dworców kolejowych w USA. W 2010 obsłużył 1 517 342 pasażerów.
Los Angeles Union Station obsługuje pociągi operatorów Amtrak i Metrolink. Jest także ważnym punktem przesiadkowym. Znajduje się tutaj peron podziemnej stacji metra obsługującej linię B, D linię metra w Los Angeles, naziemnej stacji metra linii L, dworzec autobusowy oraz przystanek linii J w systemie Los Angeles Metro Busway. Przed stacją znajduje się pętla autobusowa. Obiekt otwarto w maju 1939 roku. Uchodzi za ostatnią z „wielkich stacji kolejowych” w USA.

## Galeria

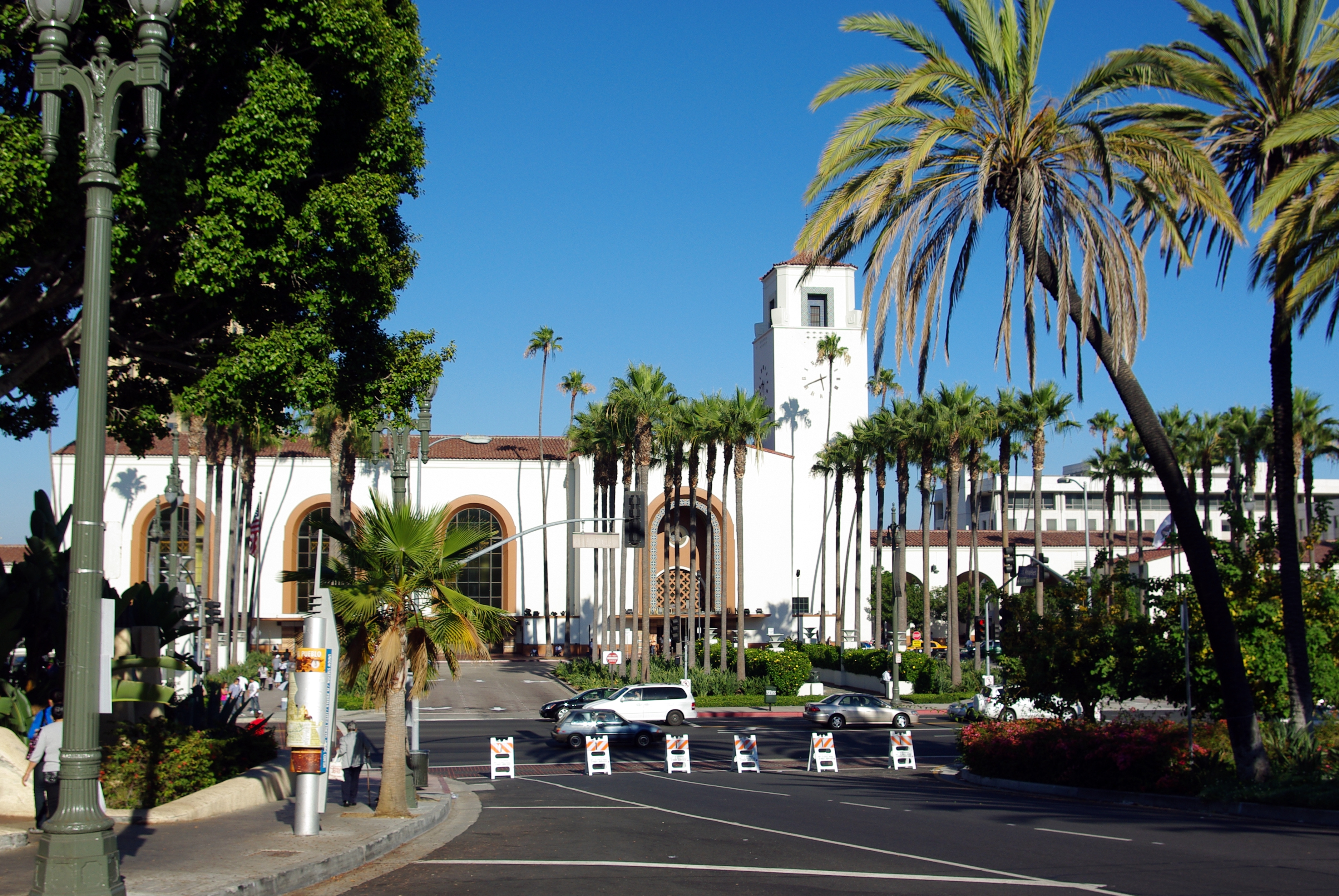
Widok z ulicy
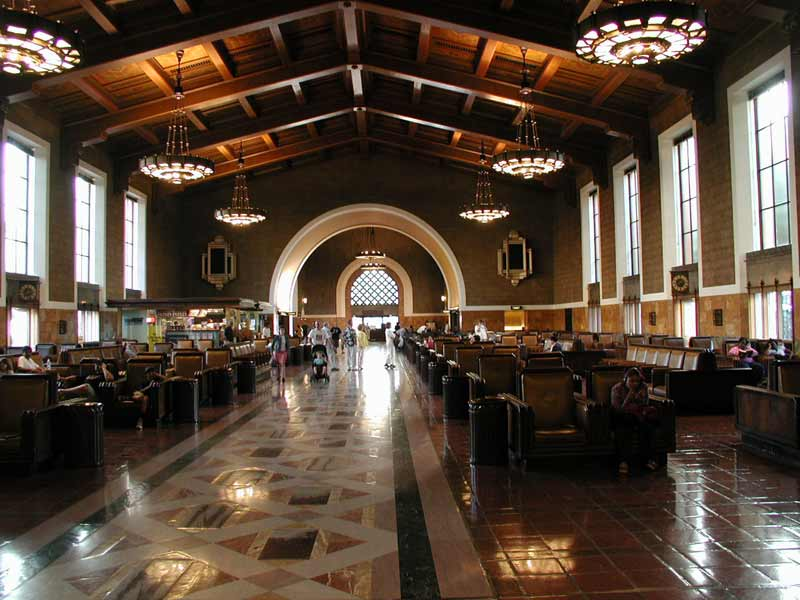
Poczekalnia
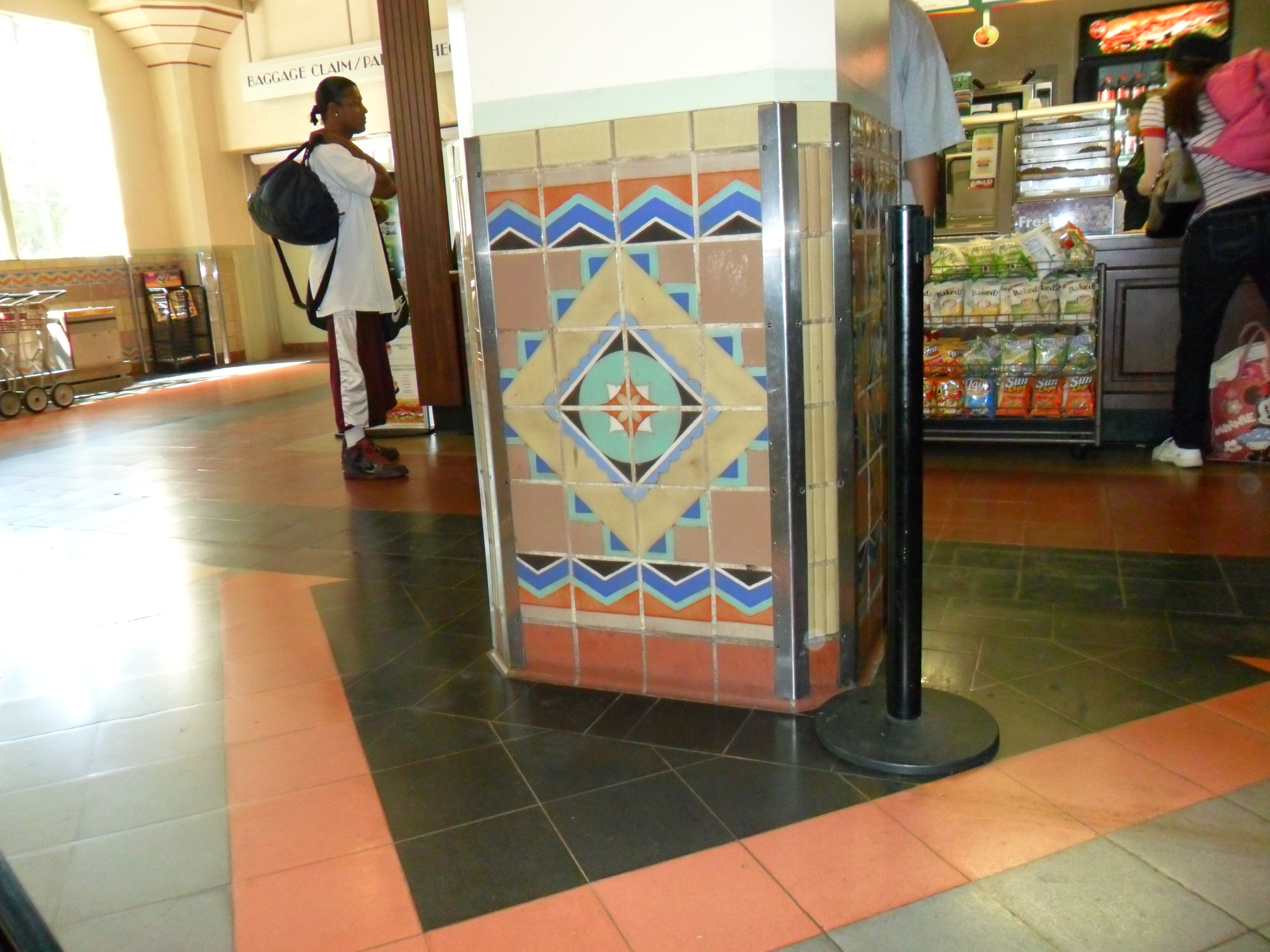
Przykładowa mozaika stanowiąca element wystroju stacji
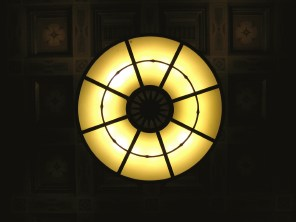
Ozdobna lampa
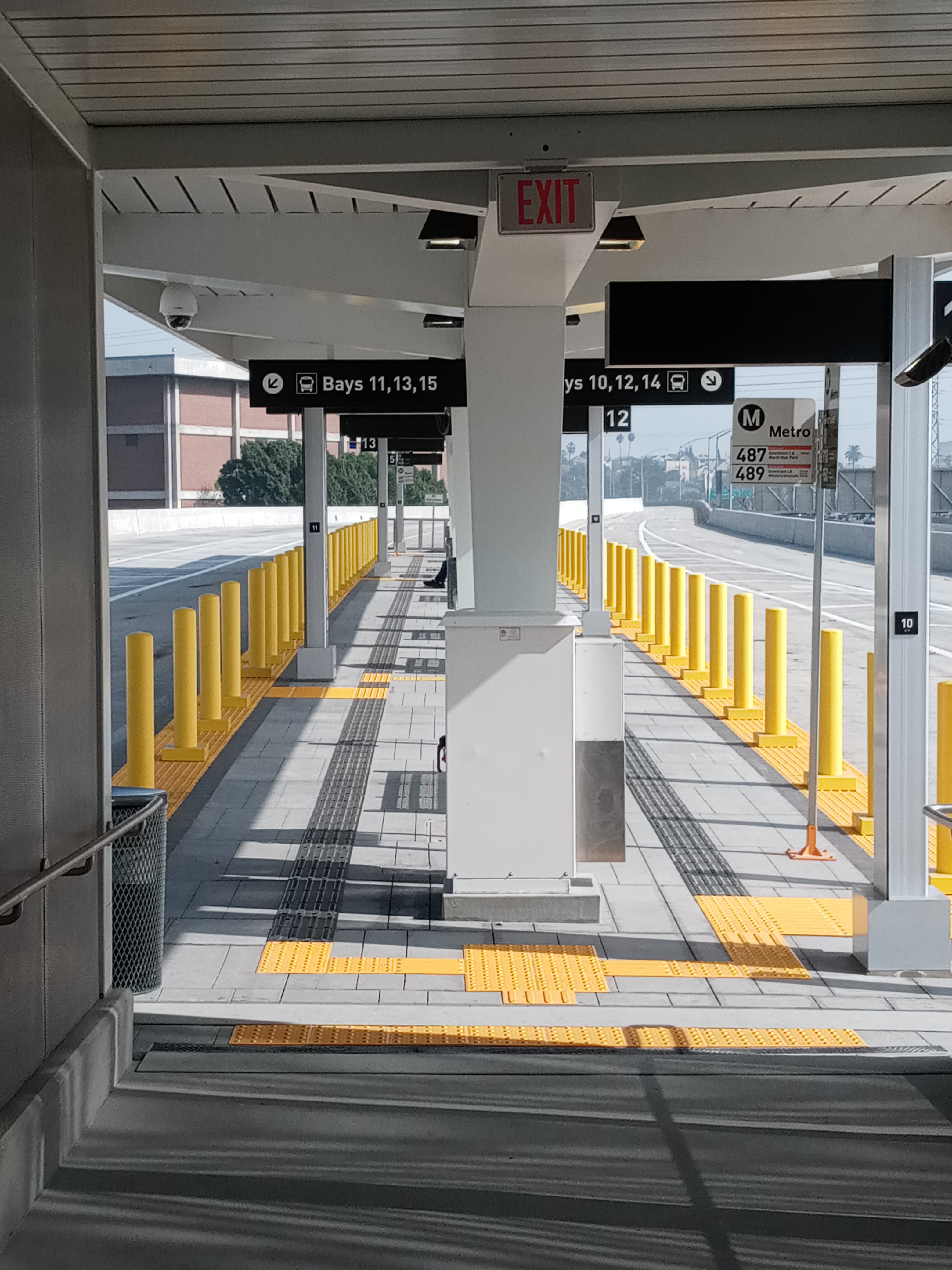
Przystanek autobusowy linii J (2020)
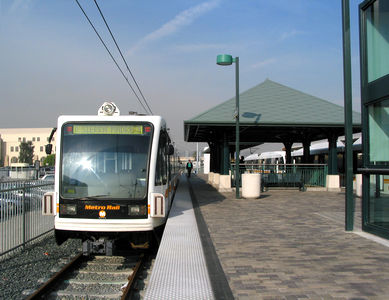
Tramwaj obsługujący ówczesną złotą linię metra (obecną linię L) na stacji Union Station (2005)
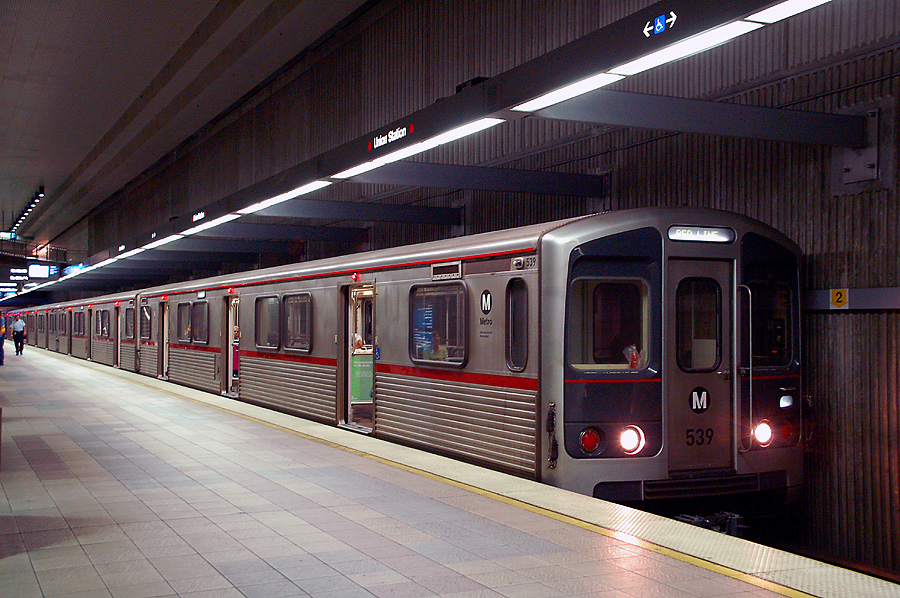
Pociąg złożony z wagonów typu Breda A650 obsługujących czerwoną linię metra (współczesną linię B) na stacji Union Station (2008)
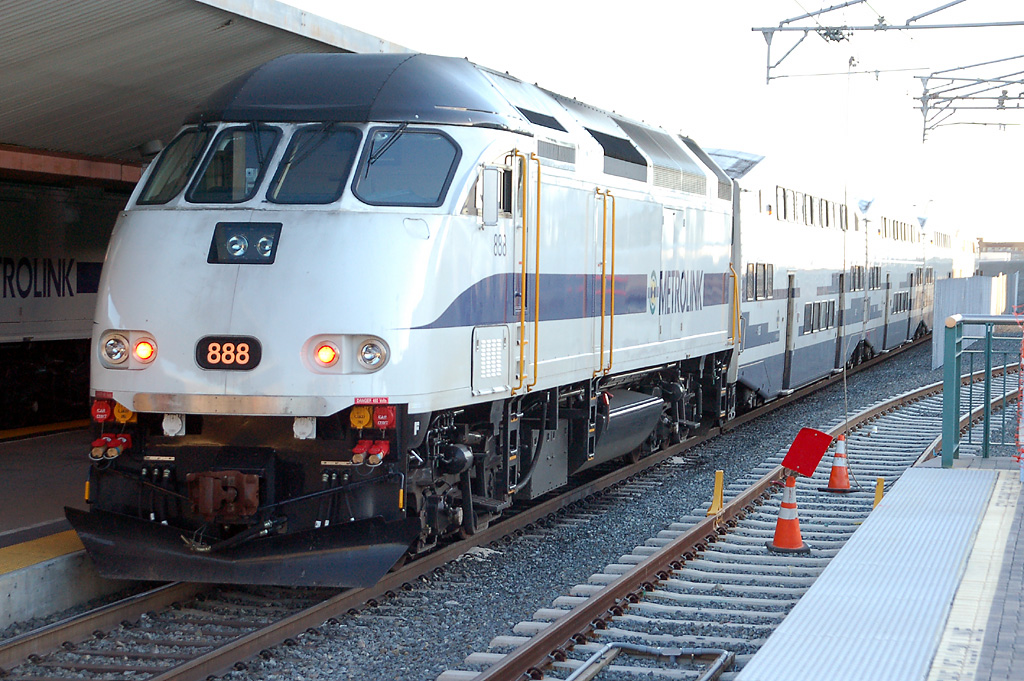
Pociąg Metrolinku na peronie
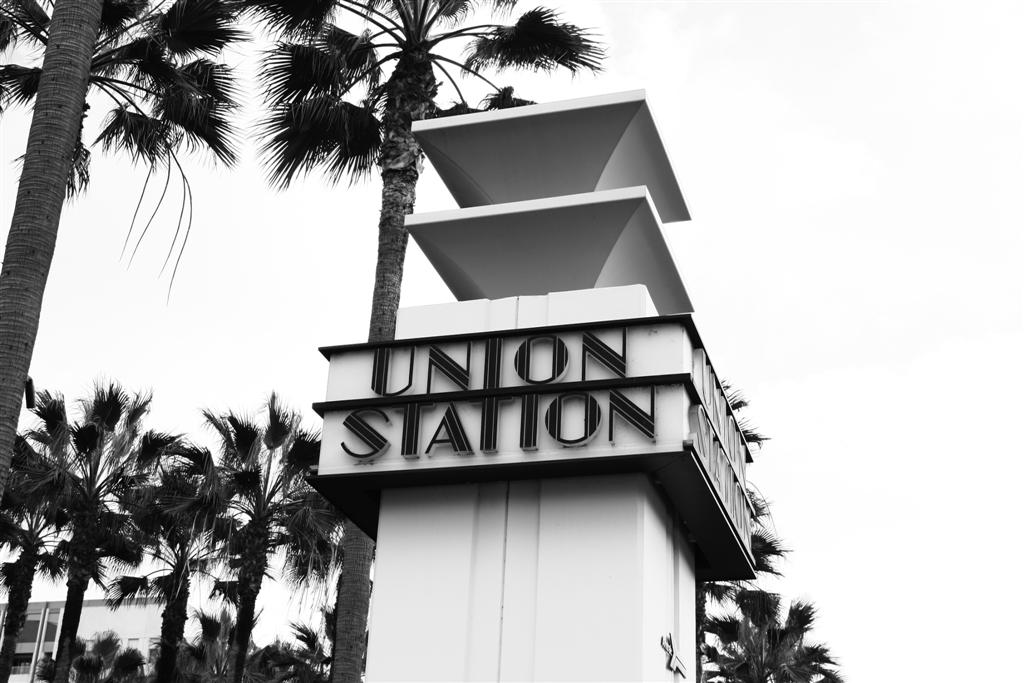
Znak stacji